# Ignorancia

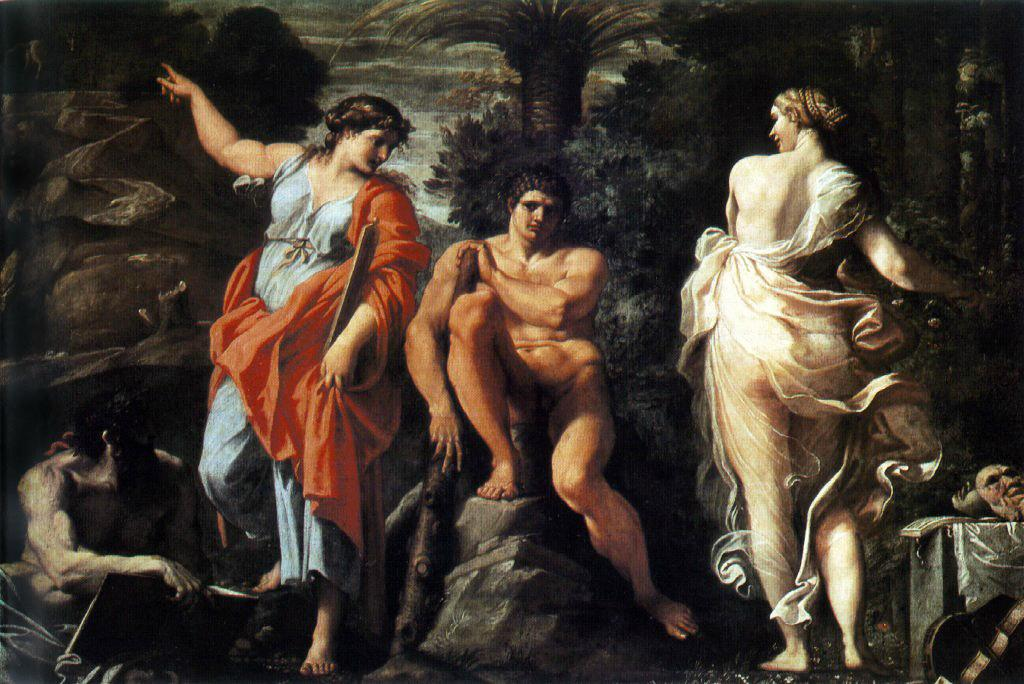
Hércules en la encrucijada, de Annibale Carracci (1596). Museo de Capodimonte, Nápoles. Ilustra el mito de la elección de Hércules joven entre el difícil, incómodo, empinado y escarpado camino del conocimiento y el fácil y placentero, pero engañoso y estéril, de la ignorancia.

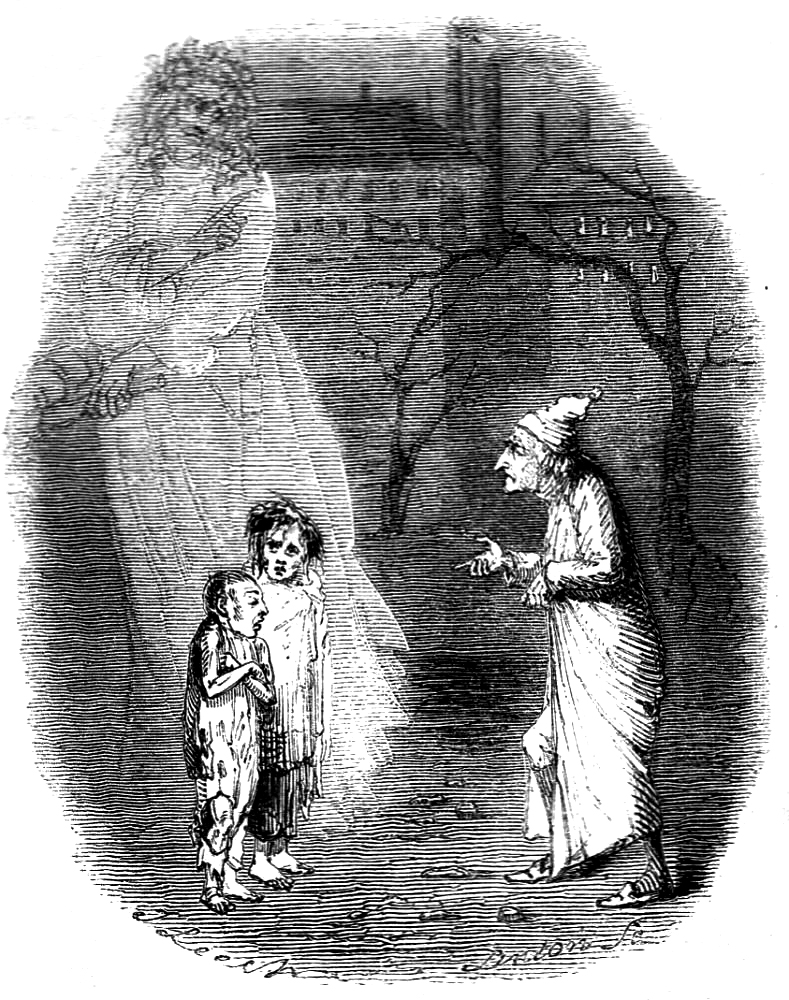
Ebenezer Scrooge se encuentra con la Ignorancia y la Miseria en Canción de Navidad de Charles Dickens.

La ignorancia (del verbo «ignorar», del latín ignorare, ‘no saber’; derivado negativo de la raíz gnō- de (g)noscere, ‘saber’) es un concepto que indica falta de saber o conocimiento, o experiencia y tiene curso común en los ámbitos filosófico, pedagógico y jurídico.

## En sentido filosófico

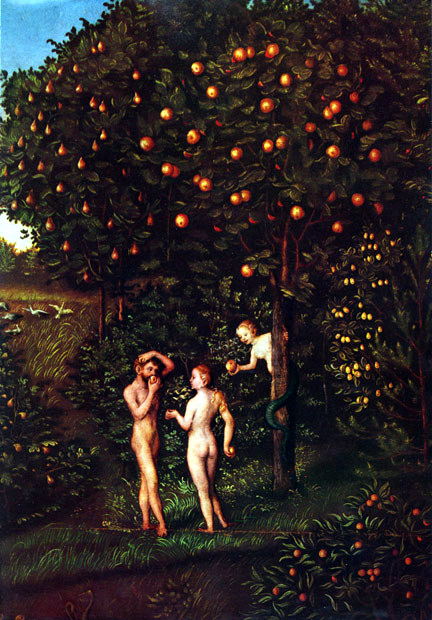
El Árbol del Conocimiento, pintado por Lucas Cranach el Viejo. Véase Árbol del Bien y del Mal.

Se puede entender en diversos sentidos según la tradición de que se trate: occidental u oriental. En la tradición oriental del hinduismo se encuentra presente en Tamas, la más baja y negativa  de las tres gunas (cualidades de la naturaleza). Igualmente en el hinduismo y el budismo se denomina avidya o moha (véase) y constituye la primera etapa de la cadena de las causas del sufrimiento (dukkha) y uno de los tres venenos del karma: la ignorancia, el deseo y la repugnancia. En la occidental la estudia la agnotología y se distinguen dos tipos:
- La ignorancia sabia, aquella en que «se sabe, que no se sabe»
- La ignorancia profunda, aquella en que «no se sabe, que no se sabe» o inocencia.

Por otra parte se puede entender de modo absoluto o relativo:
- En un sentido absoluto y aplicado a una persona o grupo social, la ignorancia es una descalificación que degrada en la escala social y en la valoración individual.

- En un sentido concreto significa «no saber algo determinado» frente al conocimiento de otras muchas cosas o a «tener un conocimiento imperfecto» sobre alguna materia en particular.

En este segundo sentido es donde el concepto de ignorancia adquiere toda su dimensión en su referencia al conocimiento, transformándose en una herramienta para conseguirlo. No se trata, entonces de una «ausencia» sino de una «carencia de» o de una «imperfección» respecto de un conocimiento adecuado. Y es en este caso cuando la ignorancia muestra diferentes propiedades del proceso cognitivo así como sobre la afirmación de su validez como conocimiento.

## Ignorancia y nesciencia
Entendemos aquí por ignorancia de ignorancia absoluta o “nesciencia”.
La ignorancia, así considerada, aplicada como adjetivo a una persona o conjunto de personas, se toma como sinónimo de estupidez, tomándose de ese modo como un insulto, si no es un desprecio.
De hecho la carencia absoluta de conocimiento, la ignorancia absoluta no es posible; pues de lo absolutamente desconocido ni siquiera se puede decir que es “desconocido”. Y si tenemos alguna noticia de ello, por eso mismo deja de ser completa o absolutamente ignorado. 
Debería usarse un término diferente al término “ignorancia”, por más que el uso vulgar no haga estas matizaciones. Xavier Zubiri propone para este estado de ignorancia absoluta el término de “nesciencia”. Pero no deja de ser un término meramente conceptual que no tiene cabida en el lenguaje ordinario.

### La ignorancia como realidad social
Lo diferente, lo nuevo, lo inesperado, tiende a verse como algo peligroso y amenazante en el proceso cognitivo. En este sentido tendemos hacia la ignorancia, frente a la tensión que supone la ampliación de lo conocido.

Podría parecer que la búsqueda de novedad debería ser el atributo cardinal de nuestra especie inquieta, pero no es así. Los humanos tienden a ser conservadores y se mueven hacia lo familiar...../..... porque los humanos, al menos los humanos adultos, se guían por el conocimiento previamente acumulado en mucha mayor medida que cualquier otra especie. Para decirlo de otra forma, la razón entre el descubrimiento de novo y el cuerpo de conocimiento previamente acumulado es relativamente baja en los humanos adultos si se compara con otras especies. Esto se debe a que ninguna otra especie tiene los mecanismos para almacenar y transmitir el conocimiento colectivo acumulado durante muchas generaciones en dispositivos culturales externos: libros, películas y similares. Por consiguiente, nuestro sesgo hacia lo familiar tiene una función adaptativa. Por el contrario, la asimilación de conocimiento previamente acumulado en un mono está limitada a la imitación del comportamiento de otros monos. En general, un animal joven está embarcado en un viaje cognitivo, y descubre su mundo por sí mismo.
Goldberg. E. op. cit. pag.114-115

No es extraño, pues, que algunas creencias de tipo ideológico y moral alaben la ignorancia como fuente de dicha. Estas creencias promueven que la tradición es el valor social fundamental respecto a las preguntas que puedan abrir la mente al conocimiento de nuevos aspectos de la realidad.
Históricamente en las sociedades con sólidos sistemas de jerarquía o sistema de castas, este sentido de ignorancia se aplica a los “ignorantes” lo que ayuda a mantener directamente la especialización de las clases sociales en la riqueza y en el trabajo, reduciendo celos y descontentos y ayudando de ese modo a la armonía social.
Ciertas creencias religiosas y culturales: «Dios ha hecho así las cosas» o «es necesario conformarse con una voluntad divina» o simplemente «las cosas son así, ¿qué le vamos a hacer?», justifican y mantienen esta ignorancia y han sido un freno para el desarrollo y progreso cultural y social.
El avance del conocimiento se realizó a partir del Renacimiento y sobre todo en el siglo XVIII en contra de la ignorancia mediante las armas de la crítica y la oposición a las creencias religiosas, los errores comunes, las supersticiones, los mitos y el poder político de los privilegiados que dificultaron el acceso de las masas a la lectoescritura para conservar su statu quo y dificultar la evolución hacia el progreso bajo el nombre de oscurantismo.

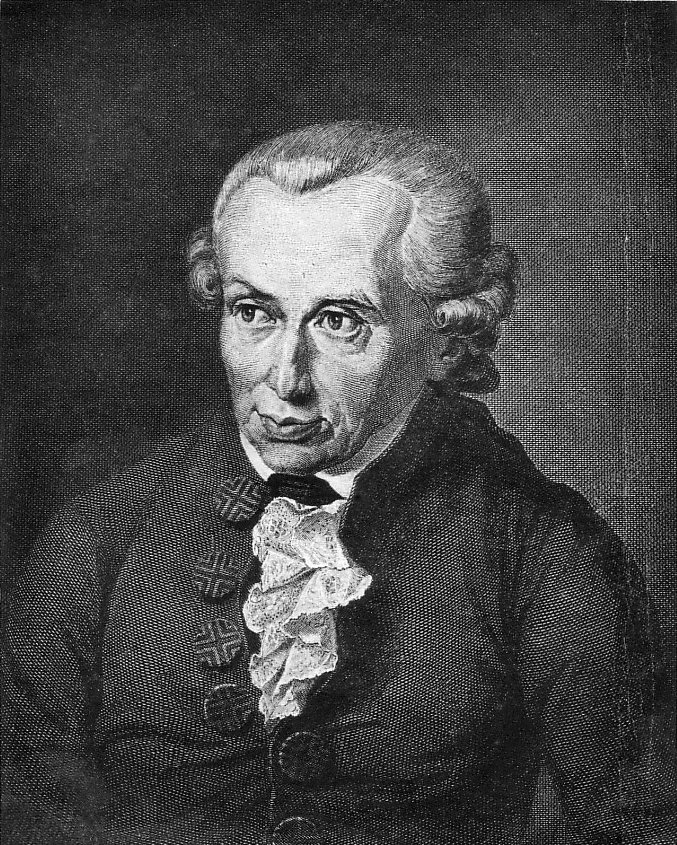
Kant prototipo de filósofo de la Ilustración.

Tal es el significado de denuncia del espíritu de la Ilustración y la idea de progreso social unida al crecimiento de la educación de la población.
Ningún texto formula mejor este modo de concepto de la ignorancia que el escrito de Kant en 1784, «Respuesta a la pregunta ¿qué es la Ilustración?» y su famosísimo aforismo, tomado de Horacio: «Sapere aude: ¡atrévete a saber!»
Hoy el derecho a la educación y el acceso libre al conocimiento y a la información veraz está reconocido como uno de los Derechos Humanos fundamentales, Art. 26, así como en la Constitución española, Art. 27.
En la actualidad esta ignorancia no se acepta como valor positivo y, aunque se subraya su carácter de valor negativo, no obstante se procura aplicar en muchas modalidades de la acción social. 
La censura, la información o desinformación intencionada etc. constituyen todavía un freno para el desarrollo del conocimiento bajo el supuesto de que la ignorancia facilita el ejercicio del poder.
Poder que adquiere especial relevancia ejercido desde los medios de comunicación que tienden por eso a estar muy controlados tanto por los poderes políticos como económicos.
La Antropología, por su parte, muestra cómo la cultura propia puede suponer una ignorancia absoluta respecto a la cultura ajena y puede ser una dificultad para comprender las costumbres y las culturas diferentes.
En casos extremos algunos valores culturales convertidos en absolutos, pueden producir asimismo «absoluta ignorancia», y producen el fanatismo.  Generalmente el fanatismo es un subproducto de este sentido de la ignorancia fácilmente convertible en integrismo religioso o doctrinal, racismo e intolerancia gobernado y dirigido, casi siempre, no por la ignorancia sino por intereses de poder.

## Ignorancia y conocimiento
En su relación con el conocimiento la ignorancia adquiere un significado de “carencia” o de imperfección.
El conocimiento en su referente contiene un “estado de ignorancia” o “desinformación”, que admite por tanto muchos grados y matices hasta llegar a una situación de conocimiento adecuado que pueda sostener una afirmación de conocimiento válido.

En filosofía el estado de ignorancia va parejo e inversamente proporcional a la adquisición de conocimiento, siendo este el objeto de estudio de la epistemología.

Pues los hombres comienzan y comenzaron siempre a filosofar movidos por la admiración; al principio, admirados ante los fenómenos sorprendentes más comunes; luego avanzando poco a poco y planteándose problemas mayores, como los cambios de la luna y los relativos al sol, las estrellas y a la generación del universo. Pero el que se plantea un problema o se admira, reconoce su ignorancia, por eso también el que ama los mitos es en cierto modo filósofo, pues el mito se compone de elementos que dejan estupefacto. De suerte que, si filosofaron para huir de la ignorancia, es claro que buscaban el saber en busca del conocimiento, y no por ninguna utilidad
Aristóteles. Metafísica, 982,b.11-32. (sin subrayar en el original)

Y Ortega:

El Hombre es la insuficiencia viviente, el hombre necesita saber, percibe desesperadamente que ignora. Esto es lo que conviene analizar. ¿Por qué al hombre le duele su ignorancia, como podía doleerle un miembro que nunca hubiera tenido?
Ortega. Qué es filosofía. Lección III.

De la misma forma Zubiri:

Precisamente porque la ignorancia es un modo de intelección afirmativa, el hombre tiene que ir aprendiendo a ignorar. Sólo así puede crear nuevas simples aprehensiones que en su hora pueden conducir desde la ignorancia a otros modos de intelección afirmativa. El acceso a la ignorancia, al margen y por encima de la nesciencia, es un duro movimiento intelectivo
Zubiri. Inteligencia y logos, pág, 187 

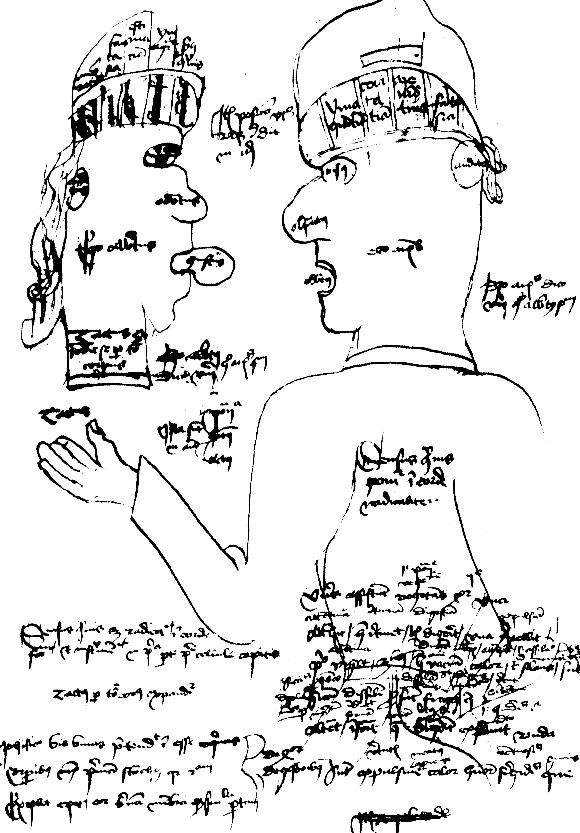
Aristóteles y Alberto Magno arguyendo. Olaus Joahnnis Gutho. 1477/1486

Lo que de alguna manera nos obliga a distinguir como contenidos diferenciados «conocimiento» y  «saber»; por más que la lengua española no nos permita separar ambos conceptos de manera determinante.
El proceso de conocimiento o actividad cognitiva desde siempre ha sido tenido como extremadamente complejo. 
Respecto a la relación directa con lo real, aunque haya ciertas diferencias coyunturales de espacio-tiempo y situación, genética y cultura, sin embargo podemos concluir que los sistemas nerviosos corporales de los hombres como especie, fruto de un proceso evolutivo y adaptativo, nos ofrecen una «información de lo real», como percepción, que ha de tomarse como una primera evidencia en la que en cuanto tal no cabe el error. 
La interpretación de esos contenidos informativos por medio de los sistemas culturales, y sobre todo lingüísticos almacenados en la memoria, producen el conocimiento evidente. El conocimiento es así un reconocimiento de los objetos percibidos en la conciencia como tales objetos interpretados como lo que «son en realidad». 
El objeto, en cuanto conocido, lo afirmamos como «ser en realidad».
Este es el comienzo de todo el proceso del conocer, en lo que están de acuerdo prácticamente todas las filosofías y formas de pensamiento, desde el pensamiento griego. Platón, probablemente, es el primero en tomar conciencia de cómo la experiencia ha de ser «interpretada» a través de las ideas previamente conocidas.
El proceso de formación de esas ideas interpretativas es la problemática fundamental de cualquier «teoría del conocimiento» y de la fundamentación de un conocimiento lógicamente o epistemológicamente válido.
Este es el origen básico y fundamento del conocimiento. No obstante el aprendizaje cultural, sobre todo a través del lenguaje y la educación, adquiere una importancia fundamental en las sociedades avanzadas. Gracias a la tradición, asumida como un conjunto de creencias evidentes, y a la capacidad de ampliación del conocimiento por la vía del razonamiento lógico-formal, se amplía la capacidad y cantidad de conocimiento individual sin necesidad de la experiencia o experimentación como percepción concreta del individuo. Al mismo tiempo este aprendizaje cultural puede abrir o situarnos en horizontes nuevos, y campos de exploración cognoscitiva que por la experiencia directa serían imposibles. Esto supone un ahorro enorme de energía del aprendizaje individual y una forma activa de romper y ampliar la esfera de la mera transmisión de la tendencia a la «ignorancia» que recibimos por inercia cultural.

### Las formas de la ignorancia hacia el conocimiento
El primer rasgo que llama la atención al reflexionar sobre la ignorancia es que no solo no es una ausencia de conocimiento, como suele entenderse vulgarmente, sino que, por el contrario, la ignorancia es un primer modo de afirmación. 
En efecto, la primera afirmación de algo conocido como real pero «que no sabemos lo que es» es la afirmación de esa ignorancia: «No sé qué es en realidad»; «No tengo ni idea».
Por el contrario, consideraremos el conocimiento acabado y completo cuando podemos afirmar sin sombra de duda, “esto es…” según el grado de conocimiento que la situación demande. 
Teniendo presente que nunca alcanzamos una evidencia cuya verdad pueda considerarse definitiva.
| No es posible la afirmación perfecta con conocimiento perfecto A lo más que podemos llegar es a una afirmación con certeza, respecto a un conocimiento adecuado a una situación concreta. |

Por eso es importante reconocer los grados del conocer, lo que supone asimismo el conocimiento de los grados de la ignorancia y los posibles modos de afirmación del conocimiento.
En el presente artículo se exponen estos grados según se manifiestan en los recursos que la lengua española nos permite diferenciar, sin entrar en un análisis de los mismos:
| Ignorancia/conocimiento (según indicios) | Se afirma como                    | Descripción |
| Lo borroso                               | Confusión                         | se aprecian unos rasgos poco definidos que pueden ser referidos a más de un objeto de “reconocimiento” |
| Indicación                               | Sospecha                          | lo confuso parece que se define hacia una dirección más que hacia algo determinado |
| Ambigüedad                               | Duda                              | las notas de lo aprehendido en realidad son consistentes y apuntan o indican hacia objetos concretos, pero no definen un concreto sino una posible duplicidad |
| Preponderancia e Identificación          | Opinión (lo obvio y lo plausible) | la duplicidad se desvanece en la medida en que se concreta el objeto conocido. La aprehensión desglosa las notas propias del objeto en su manifestación aparente (apariencia) y propia (constitución)                                                                    |
| Constitución y efectividad               | Certeza                           | Se identifica y reconstituye la realidad del objeto identificado como «su ser en realidad» mediante un concepto que se expresa lingüísticamente en un juicio como afirmación justificada que expresa la creencia evidente de la verdad de lo contenido en la afirmación. |

## Aspectos
Según sus diferentes aspectos la ignorancia es: por su grado, absoluta o relativa, por su amplitud total o parcial y por su duración provisional, la de lo que actualmente ignoramos y definitiva, la de las cosas que están más allá del alcance de nuestras facultades cognoscitivas. Ignorancia vencible es la que está en nuestros medios evitar; es invencible en caso contrario. Ignorancia culpable es la que estamos obligados a vencer, en caso contrario se llama excusable. Los escolásticos distribuían todas aquellas formas de ignorancia en tres grupos: ignorantia negationis; ignorantia privationis e ignorantia pravae dispositionis.

### Docta ignorantia
Docta ignorantia es una expresión empleada por san Agustín, san Buenaventura y principalmente por Nicolás de Cusa para significar la actitud prudente del sabio ante la magnitud de los problemas del Universo y la limitación de las facultades naturales del conocimiento. En el fondo no difiere del punto de partida socrático y es el principio de la verdadera ciencia. (ver De docta ignorantia).

## La ignorancia de la ley
Es un precepto legal desde el derecho romano que ignorantia juris non excusat ("la ignorancia de la ley no exime de su cumplimiento"), pero este principio solo se sostiene con otro, el de publicidad de las normas, que constituye uno de los pilares del Estado de Derecho, a diferencia de la época absolutista, en que existían preceptos secretos. Pero en realidad este principio es frecuentemente soslayado o burlado por la práctica de la corrupción administrativa: por ejemplo, si un Ayuntamiento o Universidad públicos van a ofertar una plaza de trabajo y solo se entera una persona, porque alguien quiere interesadamente que sea así, se está quebrantando la ley, ya que se impide que otras muchas más puedan participar en el proceso selectivo, al privarse a esa oferta de la necesaria extensión y duración de la promulgación y publicación (por ejemplo, puede hacerse en un periodo de tiempo demasiado reducido como para poder permitir participar a gente que no conocía "desde antes" la oferta o existencia misma de la plaza, o divulgarse dicha oferta solamente en lugares donde no hay gente interesada en la misma, o diseñarse tal perfil que resulta imposible a toda persona distinta de la pretendida acceder al puesto aunque esté realmente capacitada para el mismo). Pero la razón de que nadie esté eximido de cumplir la ley radica, más que el presunto conocimiento de la ley (fundamento subjetivo), en la necesidad social de que las normas jurídicas tengan incondicionada y general aplicación (fundamento objetivo): admitir el principio contrario de la excusabilidad de la ignorancia de las leyes equivaldría prácticamente a entregar el cumplimiento de ellas a la voluntad de cada ciudadano, aunque de hecho este precepto condena a quienes ignoran un derecho con frecuencia demasiado intrincado y vendido al poderoso que puede pagarse abogados demasiado versados no solo en la ley, sino en las maneras de burlarla o crearla ad hoc, de acuerdo con intereses particulares y no generales.